# La donna di Avalon
La donna di Avalon è la seconda parte del settimo volume delle Cronache di Camelot, la serie di Jack Whyte. Il titolo originale è Uther, si tratta di una pubblicazione divisa in due parti che racconta in un'altra chiave di lettura gli eventi del libro La stirpe dell'Aquila. È stato pubblicato dalla Piemme.

## Trama
La morte violenta di Cassandra, è l'evento che divide per sempre il futuro stregone dal suo compagno e amico di sempre, il cugino Uther Pendragon. Quest'ultimo si prepara intanto alla sua campagna finale contro l'acerrimo nemico Lot, re di Cornovaglia, cui rapisce la moglie Ygraine, di cui Uther si innamora. E proprio al momento della battaglia finale, Uther saprà della nascita di suo figlio, a cui è stato dato il nome di Artù. Qui inizia la leggenda.

## Edizioni
- Jack Whyte, La donna di Avalon, traduzione di Annalisa Carena, collana Le cronache di Camelot, Piemme, 2003,  p. 444, ISBN 88-384-7204-1.